# 高山斑䳍
，是䳍形目䳍科的一种鸟类。

## 特征
高山斑䳍体重约619.3克，翼长约181毫米，嘴峰长约43.6毫米，喙宽度约9.7毫米，喙厚度约9.1毫米，跗蹠长约48.6毫米，尾长约67毫米。高山斑䳍在其分布区内为留鸟，其栖息在半开放的灌木丛中。食性为草食性。

## 分布
秘鲁中南部安第斯山脉（胡宁至普诺）。